# Narva församling
Narva församling (estniska: Narva kogudus) är en församling som tillhör Viru kontrakt inom den Estniska evangelisk-lutherska kyrkan. Församlingen omfattar städerna Narva och Sillamäe, delar av staden Kohtla-Järve (Viivikonna och Sirgala) samt Vaivara kommun i landskapet Ida-Virumaa.

## Större orter
- Narva (stad)
- Olgina (småköping)
- Sillamäe (stad)
- Sinimäe (småköping)
- Kohtla-Järve (stad, delar av)